# Čachovice
Čachovice település Csehországban, a Mladá Boleslav-i járásban. Čachovice Benátky nad Jizerou, Luštěnice, Smilovice, Všejany, Lipník és Vlkava településekkel határos. Lakosainak száma 879 fő (2024. január 1.).

## Népesség
A település lakosságának változását az alábbi diagram mutatja:
| Lakosok száma | 570  | 967  | 1099 | 1016 | 849  | 849  | 878  | 896  | 881  | 879  |
|               | 1869 | 1900 | 1921 | 1961 | 1980 | 2011 | 2016 | 2019 | 2021 | 2024 |